# Hugues Panassié
Hugues Panassié (París, 27 de febrero de 1912-Montauban, 8 de diciembre de 1974) fue un musicólogo, productor y crítico musical francés.

## Biografía
Nació en París en 1912. Con catorce años es diagnosticado de polio, lo que mermó sus capacidades físicas. Aprendió a tocar el saxofón y se sintió atraído por el jazz a finales de la década de 1920. En 1932 fundó en París, con la colaboración de Charles Delaunay y Pierre Nourry, el Hot Club de France, una organización dedicada al estudio y difusión de la música Jazz. En 1935 el Club dio origen a una revista especializada, Jazz Hot, que todavía se publica. Panassié organizaba emisiones de radio, conferencias, grabaciones fonográficas y un sinfín de actividades relacionadas con la difusión este género musical.
En 1934, a instancias de Nourry, se creó el Quintette du Hot Club de France, encabezado por el violinista Stéphane Grappelli el guitarrista gitano Django Reinhardt. Durante la Segunda Guerra Mundial, los alemanes ocuparon buena parte de Francia, prohibiendo el jazz americano, sin embargo, los amantes del género se las ingeniaron para cambiar al francés los títulos y las letras de los temas prohibidos. Panassié continuó de esta forma emitiendo jazz desde su programa de radio.
En 1948 asumió la dirección artística de la primera edición del Festival de Jazz de Niza. Dentro del cambiante mundo del jazz, Panassié se caracterizó siempre por su defensa del jazz tradicional, el Dixieland, en especial el estilo desarrollado por Louis Armstrong desde los años 30. Fue sin embargo muy crítico con el West Coast jazz al que consideraba no auténtico, particularmente porque era interpretado por músicos blancos y sonaba a música de blancos. En su libro, The Real Jazz, Panassié califica a Benny Goodman como un detestable clarinetista cuya estéril entonación es inferior a la de los intérpretes negros Jimmy Noone y Omer Simeon. Mezz Mezzrow fue para Panassié el único ejemplo de músico blanco capaz de tocar auténtico jazz.
En 1974, poco antes de fallecer, acusó a Miles Davis, Archie Shepp, Pharoah Sanders junto a otros de "traidores a la causa de la verdadera música negra" que, de acuerdo con Panassié, afirmaban apoyar.
Panassié se casó en 1949 con su asistente, Madeleine Gautier y se estableció en la localidad de Montauban, en el sur de Francia, donde falleció el 8 de diciembre de 1974.